# علياء ملكة الأردن
علياء بهاء الدين طوقان، وشهرتها الملكة علياء الحسين (25 ديسمبر 1948 - 9 فبراير 1977)، الزوجة الثالثة لملك الأردن الراحل الحسين بن طلال. ولدت في القاهرة لعائلة من أصل فلسطيني من عائلات مدينة نابلس. والدها هو السفير الأردني السابق في المملكة المتحدة بهاء طوقان، تزوجت من الملك حسين في 24 ديسمبر 1972، وبعد الزواج لقبت بالملكة علياء الحسين، وأنجبا: الأميرة هيا (ولدت في 3 مايو 1974). والأمير علي (ولد في 23 ديسمبر 1975).
تلقت تعليمها في أنقرة ولندن وعمّان وروما، ونيويورك، درست العلوم السياسية وعلم النفس الاجتماعي. وكانت تتقن اللغتَين الإنجليزية والإيطالية. عملت بعد عودتها إلى الأردن في شركة الطيران الأردنية / فرع العلاقات العامة.
تقلدت القلادةَ الهاشمية من الملك الحسين بن طلال، ومُنحت رتبة عقيد فخرية في القوات المسلحة الأردنية، وكانت تهوى الرياضة المائية والتنس والموسيقى والمطالعة.
توفيت في 9 فبراير 1977 عندما سقطت المروحية التي كانت تقلها أثناء توجهها إلى جنوب الأردن في رحلة تفقدية للمناطق النائية في الطفيلة. وبعد وفاتها سميّ المطار الدولي في عمّان باسمها.

## طفولتها
ولدت علياء في القاهرة في 25 كانون الأول/ ديسمبر عام 1948م، علياء الابنة الوحيدة لوزير البلاط الملكي الهاشمي والسفير بهاء الدين طوقان، إخوتها هم مستشار أمراض الجهاز الهضمي في الأردن الدكتور علاء الدين طوقان، ووزير الاتصالات الأسبق الدكتور عبد الله طوقان. انتقل والدها إلى تركيا كسيفر للأردن، فتعلمت اللغة التركية هنالك عندما بدأت الكلام على يدي مربيتها التركية. تنقل والدها كسفير بين عدة عواصم مثل لندن باريس روما وواشنطن، فدرست في مدارس تلك المدن وتعلمت الإيطالية والإنجليزية، أما العربية فكانت لغتها الأم. وعادت إلى القاهرة مع ابيها اللاجيء السياسي في عهد الرئيس جمال عبد الناصر، ومكثت فترة في مدينة الإسكندرية تسكن في عمارة على البحر الأبيض المتوسط في منطقة جليم بالقرب من فيلا الموسيقار محمد عبد الوهاب صديق والدها الذي تزوج فيما بعد من السيدة نهلة القدسي والدة عمرو الرفاعي السفير الأردني السابق لدى القاهرة.
كانت علياء تمضي بعض الوقت وأهلها في فيلا صبحي طوقان بالإسكندرية الذي كان مرافقاً للملك طلال ولعب دورًا هامًا في استقرار بهاء الدين طوقان مصر، ويقول عنها د. عبد الفتاح طوقان «كانت الملكة وهي صغيرة بعد تحب ان تأتي إلينا ونلعب سويًا» بمتكات سجائر«على شكل عجل (إطارات سيارات)، من شركة النصر لصناعة السيارات أهداها إلينا أنور فريد الصالح» أبو مازن «والذي تزوج أولاده فيما بعد من الأميرات عالية وزين بنات الملك الحسين. كانت مصر في تلك الأيام مليئة بالأردنيين من كل الأطياف والتوجهات وربطتنا علاقات قوية مع الجميع من المحيط إلى الخليج كون مصر أطلق عليها» مهبط الأحرار وقلعه الثوار«آنذاك..»
التحقت بمدرسة الكنيسة في لندن ومركز روما للفنون الليبرالية لويولا، وأصبحت ناشطة في تنظيم الطلاب، فقامت بأعمال السكرتارية، وحررت الكتاب السنوي، كما شاركت في الرياضة. لاحقا انضمت إلى كلية هانتر حيث تخرجت عام 1971 بتخصص ثانوي في العلوم السياسية، في علم النفس الاجتماعي والعلاقات العامة. عملت كاتبة طابعة في قسم السفر بشركة أمريكان إكسبريس في نيويورك. شجعها والدها على أن تصبح امرأة متحررة حديثة. كانت تطمح أن تحذو حذو والدها وأن تصبح دبلوماسية إلا أن طموحاتها تجاوزت ما كان مقبولا بالنسبة لامرأة أردنية، فقبلت بدلاً من ذلك منصبًا شبه دبلوماسي كمسؤولة علاقات عامة لشركة الطيران الأردنية.

## حياتها
في عام 1971، عادت عالية إلى عمان للعمل. وحدث أن التقت مع الملك حسين في احتفال عائلي. لم يتعرف عليها الملك حسين وسأل الأمير زيد بن شاكر عن هويتها. عمليا كان الملك يعرف عالية منذ أن كانت طفلة لأنه كان يمضى عطلته المدرسية (كان الحسين يدرس في كلية فيكتوريا في القاهرة) في منزل السفير. منذ تلك اللحظة، بدأت الصداقة بين الملك وعلياء وبعد بضعة أسابيع فقط أعلن عن خطبتهما. وطلب منها الملك الإشراف على الاستعدادات للدورة الأولى من مهرجان التزلج على الماء الدولي الذي سيعقد في ذلك العام.عندما تقدم الملك بطلب الزواج كان لا يزال متزوجًا من زوجته الثانية منى، وقد تسبب ذلك في ضجة كبيرة في الأردن في ذلك الوقت.
عُرفت الملكة علياء بحبّ الخير والإحسان. كما عُرفت بمشاركتها في العديد من الفعاليات وتشجيع عمل المرأة الأردنية في جميع المجالات، ترأست اللجنة الوطنية لدعم المعركة التي شُكّلت خلال حرب 1973، كما شاركت في اجتماعات المؤتمر البرلماني النسائي الإفريقي العربي الذي عُقد بالقاهرة بتاريخ 18 أيار 1974، وترأست اللجنة الملكية لتأهيل ورعاية ذوي الإحتياجات الخاصة في الأردن، وتولت الرئاسة الفخرية لنادي خريجي الجامعة الأردنية.
دعت الملكة في عام 1974 إلى منح المرأة حق التصويت مثل الرجل في الأردن، وفي وقت لاحق من ذلك العام، تم إطلاق القانون الذي منح المرأة حق التصويت. تم إنشاء المكتبات في جميع أنحاء المملكة بسبب حبها للأدب أيضًا.
لعبت الملكة علياء دورًا نشطًا بصفتها ملكة وأنشأت مكتب الملكة. مثلت الملكة الراحلة المرأة الأردنية في العديد من المؤتمرات الدولية، لتكون نموذجًا للمرأة العربية، ودعمًا لقضايا المرأة العربية ومشاركتها في التنمية الاجتماعية والاقتصادية. أدى اهتمامها بالفنون إلى تأسيس مركز هيا الثقافي للأطفال (14 نوفمبر 1976) وفرقة الفولكلور الوطنية.
في عهدها القصير كملكة للمملكة الأردنية الهاشمية، كسرت علياء طوقان التقاليد وأثارت الدهشة بين الأرستقراطيين المسلمين المحافظين في مجتمع عمان. وفي أرض كانت لا تزال النساء تعيش فيها في ظل القيود القديمة، اشتهرت الملكة الشابة ذات الطابع الغربي تمامًا بحبها للسيارات السريعة والدراجات النارية والتزلج على الماء وموسيقى البوب الأمريكية والجينز الأزرق.

## أسرتها وعائلتها
تزوجت من الملك الراحل الحسين بن طلال في 24 ديسمبر 1972، حيث أقيم حفل الزفاف في 24 ديسمبر 1972 في منزل والدي الملكة علياء في عمان. كان حفل الزفاف صغيرًا وخاصًا، حضره 12 شخصًا فقط. وحصلت علياء طوقان، الزوجة الثالثة للملك حسين، على لقب ملكة بعد الزواج، في حين لم تحصل زوجاته السابقات على اللقب. أنجبت الأميرة هيا (3 مايو 1974 -) التي تزوجت من الشيخ محمد بن راشد حاكم دبي ورئيس مجلس الوزراء في دولة الإمارات العربية المتحدة والأمير علي بن الحسين (23 ديسمبر 1975 -) شقيق الملك عبد الله الثاني الذي تزوج من ريم الإبراهيمي ابنة وزير الخارجية الجزائري الأخضر الإبراهيمي. كان للزوجين أيضًا ابنة بالتبني، عبير في ديسمبر 1973، حيث فقدت عبير والديها في نفس العام عندما اصطدمت طائرة سوفيتية بمنزلهم في مخيم للاجئين في عمان.
كانت أول زوجة للملك الحسين تلقب بالملكة، كما كانت أول من رافقته في رحلات إلى الخارج. فكانت معه خلال زياراته للولايات المتحدة عامي 1973 و 1974. استضافت أول حفلة كريسماس تقام في منزل الملك المسلم عام 1974.

## وفاتها

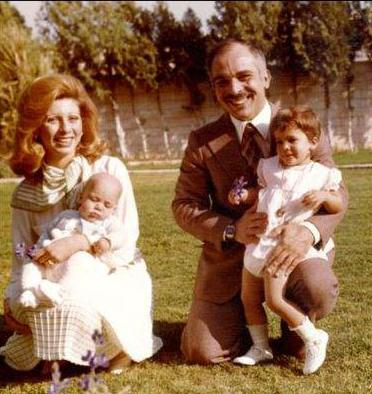
علياء طوقان ملكة الأردن مع زوجها وأبناءها علي وهيا

توفيت الملكة علياء يوم 9 شباط/ فبراير عام 1977م. كانت عائدة من رحلة تفقدية إلى مستشفى الطفيلة في جنوب الأردن عندما تحطمت المروحية العسكرية التي كانت تُقلها. ومن بين ضحايا الحادث وزير الصحة محمد البشير والطيار بدر الدين ظاظا صديق الملك حسين والطبيب العسكري و«مهند الخص» المرافق الخاص للملكة علياء طوقان. على الرغم من سوء الأحوال الجوية وتحذيرات الملك حسين بعدم القيام بالزيارة في ذلك اليوم، أرادت الملكة علياء معرفة ما إذا كانت الرسائل التي تلقتها من المرضى صحيحة.
وبعد تأكيد وقوع الحادث في الساعة 17:30، أعلن الملك حسين عبر التلفزيون والإذاعة وفاة زوجته وبدء الحداد سبعة أيام في عموم الأردن. بعد يومين، في 11 فبراير، دفنت الملكة علياء في الأرض المحيطة بقصر الهاشمية، وهو قصر صمم للملكة الشابة. انتهى البناء قبل وفاتها بثلاثة أشهر فقط. تكريما لوفاة الملكة علياء، تم إطلاق 21 رصاصة في وداعها في الوقت الذي تم فيه دفن جسدها بجوار شجرة كانت هي قد زرعتها. وحضر جنازتها إلى جانب الملك وأفراد الأسرة الرئيس السوري حافظ الأسد ووزير الخارجية الألماني هانز ديتريش وإمبراطورة إيران فرح والملكة صوفيا ملكة إسبانيا وجيهان السادات.
أسفر وصول حزب الليكود إلى الحكم في إسرائيل عن تغيير رئيس في السياسة الخارجية لإسرائيل. فعلى عكس حزب العمل البراغماتي المهتم بأمن إسرائيل كان الليكود حزبًا أيدولوجيا قوميًا متمسكًا بمشروع «أرض إسرائيل» ويرفض تمامًا أي مطالب للأردن وأي حق للفلسطينيين في تقرير المصير. صادف العام 1977م اليوبيل الفضي لتولي الملك حسين عرش الأردن، لكنه كان عامًا مأساويًا على صعيد حياته الخاصة ومثار إحباط على الصعيد السياسي. ما زاد من حزنه إحساس بالذنب لسماحه للملكة علياء بالسفر على متن المروحية الملكية في حالة جوية سيئة. وكانت أول زيارة خارجية للملك حسين بعد تلك الحادثة المأسوية في 24 أبريل (نيسان) إلى الولايات المتحدة، حيث التقى الرئيس الأميركي الأسبق جيمي كارتر ومستشاريه في البيت الأبيض.، وفي نفس الشهر وبعد 32 عامًا على رحيلها ومن نعيها بنفسه على شاشة التلفزيون الأردني وهو دامع العين يعتصر الألم فؤاده وبعد قصة حب أنهتها سقوط مروحيتها العسكرية.
يختلف البعض حول ظروف وملابسات وفاة الملكة الراحلة كما اختلفوا على وفاة المشير عبد الحكيم عامر في مصر مع الفارق، ويعتقد البعض أنها توفيت في مروحيتها لسبب أو لآخر. ولكن قصة الحادث الذي وصفه البعض انه «مدبر» هي في رأي البعض اعتقادات حاقدة وشائعات في غير محلها.

## ذكراها

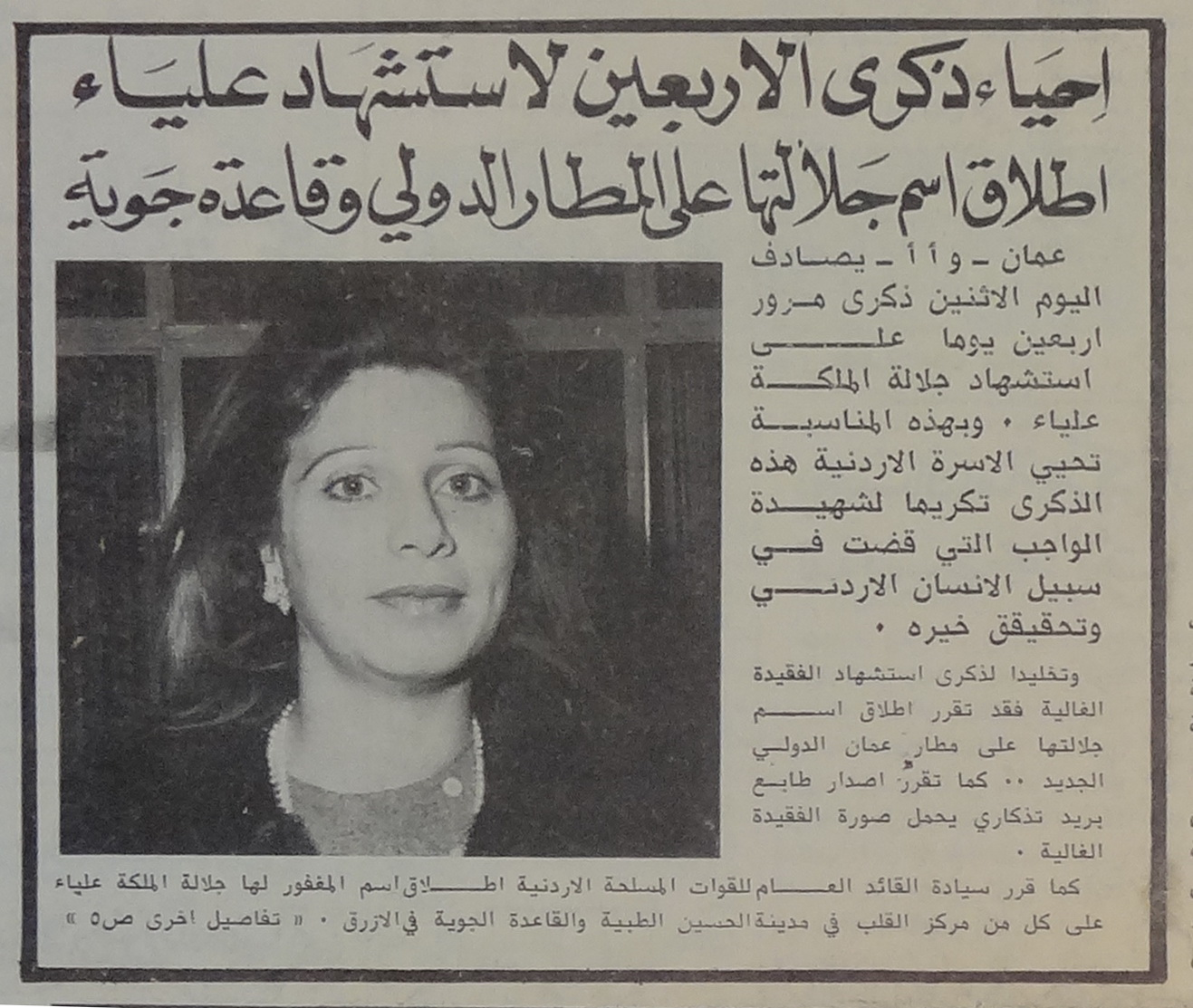
اطلاق اسم علياء على مطار الأردن الدولي

تم اطلاق اسمها على مطار الأردن الدولي الجديد في الذكرى الأربعين لوفاتها. وأطلق اسمها أيضا على مركز القلب في مدينة الحسين الطبية. وصدر طابع بصورتها. في عام 1983 أنشئ مستشفى الملكة علياء العسكري بطاقه استيعابية 170 سرير وقتها. لاحقا أنشأت ابنتها الأميرة هيا تكية أم علي، في ذكراها، وهي أول منظمة غير حكومية للإغاثة الغذائية في المنطقة تقدم المساعدة للأسر المحتاجة.